# Lingua hindi figiana
L'hindi figiano o lingua hindi figiana (Fiji Hindi), conosciuta anche come Fijian Hindi, Fijian Hindustani o Fiji Hindustani, è una lingua indoaria parlata nelle isole Figi.
Anche se nei documenti ufficiali delle Figi è spesso indicata come lingua indostana (Hindustani) o semplicemente lingua hindi, i figiani non sono di solito in grado di parlare queste lingue.
È difatti una lingua hindi orientale, considerata un dialetto dell'awadhi che è stata anche soggetta a una notevole influenza da parte del bhojpuri, o da altre lingue bihari e Hindustani. Ha anche preso in prestito alcune parole dalla lingua inglese e dalle lingue vernacolari delle Figi. Molte parole uniche dell'hindi figiano sono state coniate per soddisfare il nuovo ambiente in cui vivono ora gli indo-figiani. Gli indiani di prima generazione, che usavano la lingua come lingua franca nelle Figi, la chiamavano Fiji Baat, "discorso delle Figi". È strettamente imparentato con l'industano caraibico e la lingua bhojpuri-industana parlata a Mauritius e in Sudafrica. È ampiamente mutuamente intelligibile con le lingue di Awadhi, Bhojpuri, ecc. del Bihar e con i dialetti dell'hindi dell'Uttar Pradesh orientale, ma differisce nella fonetica e nel vocabolario dall'hindi standard moderno.

## Distribuzione geografica
Secondo l'edizione 2009 di Ethnologue, la lingua hindi figiana è parlata da tutti gli abitanti delle Figi di origine indiana, anche se appartenenti ad etnie diverse. Il numero dei locutori è stimato in 380.000. La lingua è attestata anche in Australia e negli Stati Uniti d'America.

### Lingua ufficiale
La lingua hindi figiana è lingua ufficiale nelle Figi.

## Classificazione
Secondo Ethnologue l'hindi figiano è una delle lingue della zona centro orientale della famiglia indoariana.